# Julia Grabher
Julia Grabher est une joueuse autrichienne de tennis, née le 2 juillet 1996 à Dornbirn.

## Carrière professionnelle

### 2019: débuts WTA
Julia Grabher fait ses débuts sur le circuit WTA en participant au tournoi de Linz, en octobre 2019, pour lequel elle reçoit une wild card. Elle perd au premier tour face à la Slovaque Viktória Kužmová.

### 2022: premier titre WTA 125
Le 11 septembre 2022, elle remporte le tournoi WTA 125 de Bari en battant en finale l'Italienne Nuria Brancaccio.

### 2023: première finale sur le circuit principal et débuts en Grand Chelem
Grâce à son classement fin 2022, elle intègre pour la première fois le tableau principal d'un tournoi du Grand Chelem lors de l'Open d'Australie, alors qu'elle avait échoué à se qualifier jusque-là. Elle s'incline dès le premier tour à Melbourne puis gagne son premier match en Grand Chelem à Roland-Garros.
Fin mai, à Rabat, elle bat successivement Ysaline Bonaventure (6-7, 6-4, 6-2), Çağla Büyükakçay (6-1, 7-6), la tête de série no 1 Martina Trevisan sur abandon (6-3 ab.) ainsi que la jeune Argentine Julia Riera (6-1, 3-6, 7-6), ce qui lui permet d'atteindre la première finale de sa carrière sur le circuit principal. Elle s'incline toutefois pour le titre, battue par l'Italienne Lucia Bronzetti, 102e mondiale (4-6, 7-5, 5-7).

## Palmarès

### Finale en simple dames
| No | Date       | Nom et lieu du tournoi                          | Catégorie | Dotation  | Surface      | Vainqueure      | Score         |          |
| -- | ---------- | ----------------------------------------------- | --------- | --------- | ------------ | --------------- | ------------- | -------- |
| 1  | 21-05-2023 | Grand Prix SAR La Princesse Lalla Meryem, Rabat | WTA 250   | 259 303 $ | Terre (ext.) | Lucia Bronzetti | 6-4, 5-7, 7-5 | Parcours |

### Titre en simple en WTA 125
| No | Date       | Nom et lieu du tournoi  | Catégorie | Dotation  | Surface      | Finaliste        | Score    |          |
| -- | ---------- | ----------------------- | --------- | --------- | ------------ | ---------------- | -------- | -------- |
| 1  | 05-09-2022 | Open delle Puglie, Bari | WTA 125   | 115 000 $ | Terre (ext.) | Nuria Brancaccio | 6-4, 6-2 | Parcours |

## Parcours en Grand Chelem

### En simple dames
| Année | Open d'Australie | Open d'Australie     | Internationaux de France | Internationaux de France | Wimbledon       | Wimbledon        | US Open         | US Open             |
| ----- | ---------------- | -------------------- | ------------------------ | ------------------------ | --------------- | ---------------- | --------------- | ------------------- |
| 2018  | —                | —                    | Q2                       | Arantxa Rus              | —               | —                | —               | —                   |
| 2019  | —                | —                    | —                        | —                        | —               | —                | Q1              | Jovana Jakšić       |
| 2020  | Q1               | Francesca Di Lorenzo | Q2                       | Barbara Haas             | Annulé          | Annulé           | —               | —                   |
| 2021  | Q1               | Han Na-lae           | Q3                       | Hailey Baptiste          | Q2              | Ellen Perez      | Q2              | Ana Konjuh          |
| 2022  | Q3               | Caroline Dolehide    | Q2                       | Hailey Baptiste          | Q1              | Yanina Wickmayer | Q1              | Viktória Kužmová    |
| 2023  | 1er tour (1/64)  | Anett Kontaveit      | 2e tour (1/32)           | Coco Gauff               | 1er tour (1/64) | Danielle Collins | 1er tour (1/64) | Elena-Gabriela Ruse |
|       |                  |                      |                          |                          |                 |                  |                 |                     |
| 2025  | 1er tour (1/64)  | Wang Xiyu            | —                        | —                        | Q1              | Amarni Banks     | Q1              | Dominika Šálková    |

N.B. : à droite du résultat se trouve le nom de l'ultime adversaire.

### En double dames
| Année | Open d'Australie                                                                | Open d'Australie | Internationaux de France | Internationaux de France | Wimbledon | Wimbledon | US Open | US Open |
| ----- | ------------------------------------------------------------------------------- | ---------------- | ------------------------ | ------------------------ | --------- | --------- | ------- | ------- |
| 2025  | 1er tour (1/32) T. Moore \|\| style="text-align:left;" \| B. Pera S. Santamaria | —                | —                        |                          |           |           |         |         |

N.B. : le nom de la partenaire se trouve sous le résultat ; les noms des ultimes adversaires se trouvent à droite.

## Parcours en WTA 1000
Les tournois WTA 1000 constituent depuis 2021 les catégories d'épreuves les plus prestigieuses, après les quatre levées du Grand Chelem.

### En simple dames
| Année |       |              |                              |                          |                          |                           |                             |       |             |       |  |  |
| Doha  | Dubaï | Indian Wells | Miami                        | Madrid                   | Rome                     | Canada                    | Cincinnati                  | Pékin |             | Wuhan |  |  |
| Doha  | Dubaï | Indian Wells | Miami                        | Madrid                   | Rome                     | Canada                    | Cincinnati                  | Pékin | Guadalajara |       |  |  |
| Doha  | Dubaï | Indian Wells | Miami                        | Madrid                   | Rome                     | Canada                    | Cincinnati                  | Pékin |             |       |  |  |
| 2023  |       | WTA 500      | 1er tour (1/32) L. Fernandez |                          | 2e tour (1/32) C. Liu    | 2e tour (1/32) I. Świątek | 3e tour (1/16) D. Kasatkina |       |             |       |  |  |
|       |       |              |                              |                          |                          |                           |                             |       |             |       |  |  |
| 2025  |       |              |                              | 1er tour (1/64) I. Jovic | 2e tour (1/32) C. Tauson |                           |                             |       |             |       |  |  |

Sous le résultat, l’ultime adversaire.
1. 1 2   Les tournois de Doha et Dubaï alternent le statut de tournoi WTA 1000 (ex Premier 5) entre 2009 et 2023 : les trois premières éditions ont lieu à Dubaï, les trois suivantes à Doha, puis Dubaï accueille le tournoi de cette catégorie les années impaires et Dubaï les années paires. De 2011 à 2023, la ville qui n’accueille pas de WTA 1000 organise à la place un tournoi WTA 500 (ex Premier).
2. 1 2 3 4 5 6 7   L’ordre de déroulement des tournois a évolué depuis 2009 : Rome se dispute avant Madrid et Cincinnati avant Montréal/Toronto jusqu’en 2010, tandis que Tokyo (2009-2013)-Wuhan (2014-2019, 2024-)-Guadalajara (2022-2023) ont lieu avant Pékin jusqu’en 2023.

Nota: à partir de 2024, le nombre de tournois de cette catégorie passe à 10 par saison et l'alternance entre Dubaï et Doha est supprimée. Le codage Wiki actuel ne permet l'affichage que du résultat de Dubaï si la joueuse a également joué Doha.

## Parcours aux Jeux olympiques

### En simple dames
| # | Date       | Nom de l'olympiade         | Surface             | Résultat        | Ultime adversaire | Score    |          |
| - | ---------- | -------------------------- | ------------------- | --------------- | ----------------- | -------- | -------- |
| 1 | 27/07/2024 | Olympic Tennis Event Paris | Terre battue (ext.) | 1er tour (1/32) | Emma Navarro      | 6-2, 6-0 | Parcours |

## Classements WTA en fin de saison
| Année          | 2014 | 2015 | 2016 | 2017 | 2018 | 2019 | 2020 | 2021 | 2022 | 2023 | 2024 |
| Rang en simple | 952  | 572  | 305  | 261  | 247  | 226  | 226  | 192  | 84   | 91   | 523  |
| Rang en double | –    | 1069 | 421  | 585  | –    | 522  | 528  | 511  | –    | 852  | 1150 |

Source : (en) Classements de Julia Grabher sur le site officiel de la Fédération internationale de tennis